# Owe Ohlsson
Sven Owe Ohlsson (født 19. august 1938 i Hälsö, Sverige) er en svensk tidligere fodboldspiller (angriber) og -træner, der mellem 1958 og 1964 spillede 15 kampe og scorede seks mål for Sveriges landshold. Han var en del af den svenske trup der vandt sølv ved VM 1958 på hjemmebane, men kom dog ikke på banen i turneringen.
På klubplan spillede Ohlsson hele sin karriere i hjemlandet, hvor han repræsenterede IFK Göteborg, AIK og IFK Stockholm. Han vandt det svenske mesterskab med IFK Göteborg i 1958.

## Titler
Allsvenskan
- 1958 med IFK Göteborg